# حمدي أولوكايا
حمدي أولوكايا (بالتركية: Hamdi Ulukaya)‏ (ولد بمحافظة أرزينجان، 1972) ملياردير تركي أمريكي. من اصول كردية، درس بجامعة أنقرة وتخرج منها.